# Ministerio de Seguridad Pública (Israel)
El Ministerio de Seguridad Pública de Israel (en hebreo: המשרד לביטחון הפנים, transliteración: Misrad LeVitahon Pnim; en árabe: وزارة الأمن الداخلي‎) también llamado Ministerio de Seguridad Interna o Ministerio de Policía, es una agencia del gobierno de Israel. Supervisa a la Policía de Israel, el Servicio de Prisiones de Israel y el Servicio de Bomberos y Rescate de Israel.

## El ministro
El ministro de Seguridad Pública (en hebreo: שר לביטחון פנים, transliteración: Sar LeVitahon Pnim) es el jefe político del ministerio. Hasta 1995 el puesto era conocido como Ministro de Policía (en hebreo: שר המשטרה, transliteración: Sar HaMishtara). No se debe confundir con el Ministro del Interior.
El primer ministro de Policía, Bejor-Shalom Sheetrit, era un expolicía; se desempeñó en el cargo desde la independencia de Israel (14 de mayo de 1948) hasta menos de un mes antes de su muerte (2 de enero de 1967), sirviendo en catorce gobiernos y convirtiéndose en el ministro con más tiempo en su cargo en la historia del país.
El puesto fue abolido después de que Menájem Beguín se convirtió en primer ministro en 1977; pero fue reinstaurado en 1984, cuando Shimon Peres se convirtió en primer ministro.
Hay de vez en cuando un viceministro de Seguridad Pública.

## Lista de los ministros
| N.º                             | Nombre                | Partido                                                             | Duración del mandato                              | Duración del mandato    |
| ------------------------------- | --------------------- | ------------------------------------------------------------------- | ------------------------------------------------- | ----------------------- |
| 1                               | Bejor-Shalom Sheetrit | Sefardíes y Comunidades Orientales; Mapai; Alineamiento (Laborista) | 14 de mayo de 1948                                | 2 de enero de 1967      |
| 2                               | Eliyahu Sasson        | Alineamiento (Laborista)                                            | 2 de enero de 1967                                | 15 de diciembre de 1969 |
| 3                               | Shlomo Hillel         | Alineamiento (Laborista)                                            | 15 de diciembre de 1969                           | 20 de junio de 1977     |
| Ministerio abolido (1977–1984). |                       |                                                                     |                                                   |                         |
| 4                               | Haim Bar-Lev          | Alineamiento (Laborista)                                            | 13 de septiembre de 1984                          | 15 de marzo de 1990     |
| 5                               | Roni Milo             | Likud                                                               | 11 de junio de 1990                               | 13 de julio de 1992     |
| 6                               | Moshe Shahal          | Laborista                                                           | 13 de julio de 1992                               | 18 de junio de 1996     |
| 7                               | Avigdor Kahalani      | Tercera Vía                                                         | 18 de junio de 1996                               | 6 de julio de 1999      |
| 8                               | Shlomo Ben-Ami        | Un Israel (Laborista)                                               | 6 de julio de 1999                                | 7 de marzo de 2001      |
| 9                               | Uzi Landau            | Likud                                                               | 7 de marzo de 2001                                | 28 de febrero de 2003   |
| 10                              | Tzaji Hanegbi         | Likud                                                               | 28 de febrero de 2003                             | 6 de septiembre de 2004 |
| 11                              | Gideon Ezra           | Likud; Kadima                                                       | 6 de septiembre de 2004 (29 de noviembre de 2004) | 4 de mayo de 2006       |
| 12                              | Avi Dichter           | Kadima                                                              | 4 de mayo de 2006                                 | 1 de abril de 2009      |
| 13                              | Yitzhak Aharonovich   | Yisrael Beiteinu                                                    | 1 de abril de 2009                                | 14 de mayo de 2015      |
| 14                              | Yariv Levin           | Likud                                                               | 14 de mayo de 2015                                | 25 de mayo de 2015      |
| 15                              | Gilad Erdan           | Likud                                                               | 25 de mayo de 2015                                | 17 de mayo de 2020      |
| 16                              | Amir Ohana            | Likud                                                               | 17 de mayo de 2020                                | 13 de junio de 2021     |
| 17                              | Omer Bar-Lev          | Partido Laborista Israelí                                           | 13 de junio de 2021                               | 29 de diciembre de 2022 |
| 18                              | Itamar Ben-Gvir       | Poder Judío                                                         | 29 de diciembre de 2022                           | En el cargo             |

1. ↑  Ezra fue inicialmente designado como ministro interino, hasta que su posición fue confirmada como permanente el 29 de noviembre de 2004.

### Viceministros
| N.º | Nombre      | Partido       | Duración del mandato | Duración del mandato  |
| --- | ----------- | ------------- | -------------------- | --------------------- |
| 1   | Gideon Ezra | Likud         | 7 de marzo de 2001   | 28 de febrero de 2003 |
| 2   | Yaakov Edri | Likud; Kadima | 10 de marzo de 2003  | 18 de enero de 2006   |